# Yann Randrianasolo
Pour les articles homonymes, voir Randrianasolo.
Yann Randrianasolo (né le 3 février 1994 à Saint-Mandé) est un athlète français, spécialiste du saut en longueur.

## Carrière
Jeune, il pratique la natation et s'oriente vers l'athlétisme dès 2009. Il se tourne rapidement vers le saut en longueur où il devient champion de France junior puis espoir de la discipline. 
Pour sa première sélection en équipe de France, il remporte la médaille de bronze lors des Jeux méditerranéens de 2018 à Tarragone avec 7,90 m.
Son record personnel est de 8,08 m, obtenu le 5 juin 2019 à Austin (Texas).
Le 19 février 2021, il devient vice-champion de France en salle de la longueur masculine à Miramas, avec un saut à 7,68 m, seulement battu par Jean-Pierre Bertrand.

## Palmarès

### International
| Date | Compétition         | Lieu      | Résultat | Epreuve  | Marque |
| ---- | ------------------- | --------- | -------- | -------- | ------ |
| 2018 | Jeux méditerranéens | Tarragone | 3e       | Longueur | 7,90 m |
| 2019 | Universiade         | Naples    | 2e       | Longueur | 7,95 m |

### National
- Championnats de France en plein air
  -  Vainqueur du saut en longueur en 2020
- Championnats de France en salle
  -  Médaille d'argent du saut en longueur en 2021

## Records
| Épreuve          | Épreuve   | Marque | Lieu     | Date            |
| ---------------- | --------- | ------ | -------- | --------------- |
| Saut en longueur | Plein air | 8,08 m | Austin   | 5 juin 2019     |
| Saut en longueur | En salle  | 7,94 m | Columbia | 16 février 2019 |